# Pseudapis trigonotarsis
Pseudapis trigonotarsis är en biart som först beskrevs av He och Wu 1990.  Pseudapis trigonotarsis ingår i släktet Pseudapis och familjen vägbin. Inga underarter finns listade i Catalogue of Life.